# Мир в стране, мир в мире

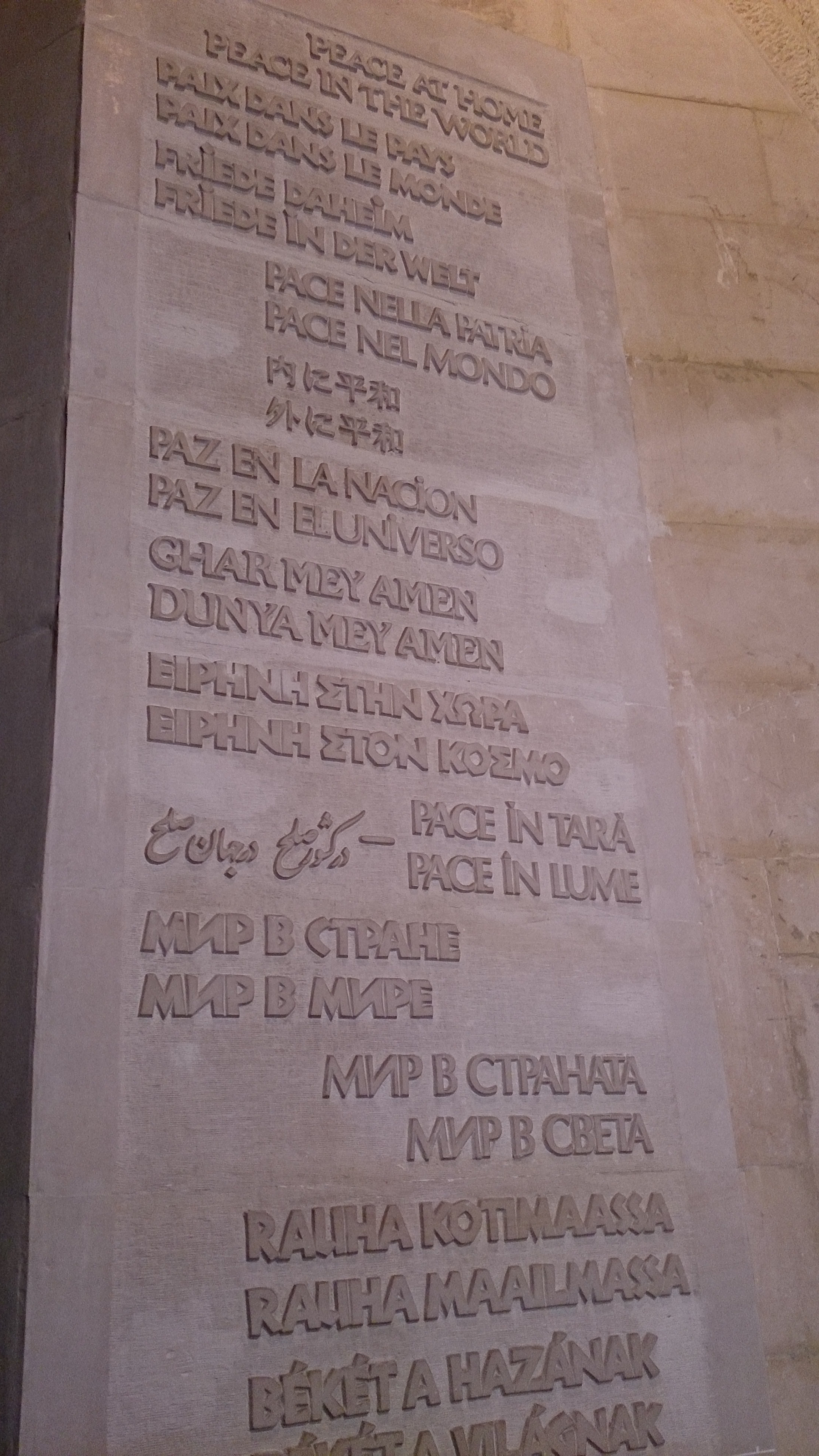
Цитата на разных языках в Зале мучеников Стамбульского военного музея

«Мир в стране, мир в мире» (тур. Yurtta sulh, cihanda sulh) — один из девизов правления основателя Турецкой Республики Мустафы Кемаля Ататюрка, которая часто характеризуется как принцип внешней политики Турции. Ататюрк произнёс эту фразу 20 апреля 1931 года во время одного из своих публичных выступлений в Анатолии:

Чтобы описать основные принципы политики, проводимой Республиканской народной партией, я думаю, достаточно одной короткой фразы. Мир в стране, мир в мире — вот что мы делаем.
Оригинальный текст (тур.)Cumhuriyet Halk Fırkası'nın müstakar umumî siyasetini şu kısa cümle açıkça ifadeye kâfidir zannederim: Yurtta sulh, cihanda sulh için çalışıyoruz.

## Реализация лозунга
Этот лозунг стал основным принципом внешней политики Турции не только при Ататюрке, но и при его преемниках. После провозглашения Турецкой Республики в 1923 году Ататюрк стал активно стремиться к развитию дипломатических отношений со многими странами мира, в том числе и со странами Европы, с которыми ещё не так давно Османская империя находилась в состоянии войны, и к разрешению многих конфликтов мирным путём. Ататюрк добился присоединения Турции в 1929 году к пакту Бриана — Келлога и обеспечил мирное разрешение ряда вопросов греко-турецких отношений, а в 1932 году благодаря проводимой внешней политике Турция вступила в Лигу наций по приглашению, без предварительной подачи какой-либо заявки.
Ататюрк в то же время предвидел развитие событий на международной арене, предсказав наступление Второй мировой войны и предприняв ряд шагов для обеспечения национальной безопасности. 9 февраля 1934 года Турция вступила в Балканский пакт (Греция, Югославия и Румыния), а 8 июля того же года заключила Саадабадский пакт с Ираном, Ираком и Афганистаном. Хотя начало очередной войны так и не удалось предотвратить, благодаря этим двум пактам были заложены основы политики нейтралитета, которого Турция придерживалась на протяжении Второй мировой войны. Основополагающие принципы и направления внешней политики эпохи Ататюрка были заложены в основу внешней политики Турции в последующие годы: эти принципы Турция декларирует и продвигает и в XXI веке.

## Упоминание фразы
Попытку военного путча в Турции в 2016 году, по словам журналиста Андрея Исаева, готовила некая тайная организация «Движение за мир в стране», название которой было аллюзией на лозунг Ататюрка.
В декабре 2023 года эта фраза стала одним из факторов срыва матча за Суперкубок Турции по футболу, который должен был пройти в Саудовской Аравии с участием клубов «Галатасарай» и «Фенербахче». Болельщики «Фенербахче» намеревались принести баннеры с надписью «Мир в стране, мир в мире», болельщики «Галатасарая» — продемонстрировать на трибунах фразу «Какое счастье быть турком!», а игроки обеих команд — размяться в футболках с изображением Мустафы Кемаля Ататюрка. Саудовские официальные лица отказались удовлетворять просьбы игроков и тренеров, в связи с чем матч был отменён.

## Комментарии
1. ↑  Также в русскоязычных СМИ встречаются варианты перевода «Мир дома — мир во всем мире»[1] и «Мир на родине, мир на земле»[2]